# ويزر
ويزر (بالإنجليزية: Weezer)‏ هي فرقة غناء روك أمريكية، تشكلت في سنة 1992 في لوس أنجلوس في كاليفورنيا في الولايات المتحدة وهي تتألف من ريفرز كومو المغني وقائد الفرقة و باتريك ويلسون عازف الدرمز وبريان بيل عازف الغيتار وسكوت شراينر المغني الثاني في الفرقة، وقد باعت هذه الفرقة 9.2 مليون ألبوم في الولايات المتحدة و 17 مليون ألبوم في العالم.

## روابط خارجية
- ويزر على موقع IMDb (الإنجليزية)
- ويزر على موقع ميوزك برينز (الإنجليزية)
- ويزر على موقع رولينغ ستون (الإنجليزية)
- ويزر على موقع أول ميوزيك (الإنجليزية)
- ويزر على موقع ديسكوغز (الإنجليزية)